# 미즈노촌
미즈노촌(水野村)은 일본 아이치현 히가시카스가이군에 설치되었던 촌이다. 현재의 세토시의 서부에 해당한다.